# 이방면
이방면(梨房面)은 대한민국 경상남도 창녕군의 면이다. 2011년 6월 1일을 기준으로 면적은 46.60km2이고, 인구는 1,375세대, 2,794명이다.

## 행정 구역
- 안리
- 동산리
- 석리
- 현창리
- 성산리
- 상리
- 모곡리
- 옥천리
- 초곡리
- 거남리
- 송곡리
- 장천리
- 등림리

## 관광
- 우포늪 : 이방면 안리 일원.

## 교육
- 이방초등학교 (안리)
  - 현창분교 (폐교) - 이방면 이남새길 6-14 (현창리)
- 장천초등학교 (장천리)
- 옥야중학교 (장천리)
- 옥야고등학교 (장천리)